# Jean-Henri d'Anglebert
Jean-Henri d'Anglebert (1 de abril de 1629 – 23 de abril de 1691) fue un compositor y clavecinista francés de la corte del rey Luis XIV de Francia.
Fue el hijo de un fontanero próspero de la ciudad francesa Bar-le-Duc, de familia dedicada en parte a la música (su cuñado fue el organista François Roberday). Jean fue un alumno de Jacques Champion de Chambonnières, y le sustituyó en su puesto de clavecinista del rey después de una deshonra de Chambonnières (1663 o 1664). Esta posición era hereditaria, y pasó al hijo de Jean después de su muerte.
Jean solo publicó un trabajo, Pièces de clavecin (Piezas de clavecín), hallado en 1689. Es la primera obra musical impresa en Francia que contiene una tabla de ornamentos junto con sus realizaciones. Una de las piezas, Le tombeau de M. de Chambonnières, es un tributo de para su antiguo y difunto profesor. Junto con cuatro suites originales para clave también incluye transcripciones de trabajos de su amigo Jean-Baptiste Lully.
D'Anglebert también compuso cinco fugas para órgano basadas en un tema que compuso en su infancia, y un Kyrie.
- Datos: Q551328
- Multimedia: Jean-Henri d'Anglebert / Q551328